# Johannes Pütz
Johannes Pütz (* 27. Februar 1926 in Köln; † 5. Februar 1971 in Würzburg) war ein deutscher Orchesterleiter, Dirigent und Komponist.

## Leben und Werk
Nach dem Studium an der Staatlichen Hochschule für Musik in Köln arbeitete Pütz von 1946 bis 1950 als freier Mitarbeiter beim NWDR in Köln, von 1952 bis 1958 als Kapellmeister am Staatstheater Saarbrücken. 1959 folgte er einem Ruf von Georg Solti als zweiter Kapellmeister an die Oper Frankfurt.
1962 wurde er Leiter des „Großen Tanz- und Unterhaltungsorchesters des Hessischen Rundfunks“ und trat in zahlreichen Unterhaltungssendungen auf, unter anderem beim Frankfurter Wecker und in der TV-Samstagabendshow „Einer wird gewinnen“ mit Hans-Joachim Kulenkampff. Am 1. Februar 1964 und 20. Februar 1965 nahm er ebenfalls in dieser Funktion an der TV-Show Karussell teil, einer Sendung, die als „Großer Faschingsball des Hessischen Rundfunks“ beschrieben wurde.
1968 dirigierte er Brecht/Weills Die Dreigroschenoper in einer Hörfunkproduktion mit Horst Tappert, Willy Trenk-Trebitsch und Heidemarie Hatheyer. Er leitete auch Operettenaufnahmen mit René Kollo sowie Chor und Orchester der Wiener Volksoper. Mit Margit Schramm als Solistin und dem Unterhaltungsorchester des Hessischen Rundfunks  dirigierte er auch das Lied Lass den Kopf nicht hängen aus der Operette Frau Luna.
Pütz arbeitete neben seinen Dirigententätigkeiten auch als Arrangeur; unter anderem bearbeitete er Musik von Johann Strauß, Josef Strauß und Eduard Strauß für Orchester.
Pütz komponierte auch Musik für Hörspiele. Zu seinen Werken zählen die „Lyrische Fantasie für Violine und Orchester“, „Kleine Elegie für Solovioline, Celesta und Streichorchester“ und „Variationen über ein Kinderlied für Streichquartett“.
Er starb an den Folgen eines Autounfalls.